# Josep Quilmetes
Josep Quilmetes (? - ?) fou un violinista i pedagog musical català.
Fill de Carles Quilmetes, violinista i contrabaixista virtuós i també compositor.
Va exercir de primer violí a la capella de música de la Catedral de Girona i partir de 1816 va assumir la direcció de la capella i l'educació dels escolans fins a l'arribada del nou mestre Honorat Verdaguer, a mitjans de setembre d'aquell mateix any.
En 1826 va formar part del tribunal de oposicions del magisteri de l'orgue de la Catedral de Girona que guanyà Baltasar Dorda, organista de Mataró, el qual obtingué el benefici segon de Santa Creu adscrit a l'organistia de la catedral.